# Międzynarodowy Festiwal Dramy w Tokio
Międzynarodowy Festiwal Dramy w Tokio (jap. 国際ドラマフェスティバル in TOKYO, ang. International Drama Festival in Tokyo) – nagrody za wybitne telewizyjne dramy. Organizowany jest przez Komitet Wykonawczy Międzynarodowego Festiwalu Dramy w Tokio i współorganizowany przez Ministerstwo Spraw Wewnętrznych i Komunikacji oraz Ministerstwo Gospodarki, Handlu i Przemysłu. Jest to pierwszy międzynarodowy festiwal w Japonii promujący japońskie dramy za granicą.
Międzynarodowy Festiwal Dramy został utworzony w celu zbudowania „ogólnojapońskiej struktury” i promowania japońskich treści nadawanych na całym świecie, z udziałem wszystkich stron zaangażowanych w treści nadawane, w tym firm produkujących programy, producentów filmowych i innych organizacji związanych z filmem.
Produkcje kwalifikujące się do nagród muszą być wyemitowane między 1 lipca roku poprzedzającego przyznanie nagrody a 30 czerwca roku przyznania nagrody. Festiwal odbywa się co roku w październiku.

## Kategorie
Nagrody przyznawane są w kategoriach:
- Drama Odcinkowa
  - Grand Prix
  - Nagroda Doskonałości
- Jednoodcinkowa Drama
  - Grand Prix
  - Nagroda Doskonałości
- Nagroda za Lokalną Dramę
- Nagroda Personalna
  - Najlepszy Występ Aktora
  - Najlepszy Występ Aktorki
  - Najlepszy Występ Aktora w Roli Drugoplanowej
  - Najlepszy Występ Aktorki w Roli Drugoplanowej
  - Najlepszy Scenariusz
  - Najlepszy Reżyser
  - Nagroda za Piosenkę Przewodnią
- Nagroda Specjalna – Drama Zagraniczna